# Pajęczynowiec szerokostrzępkowy

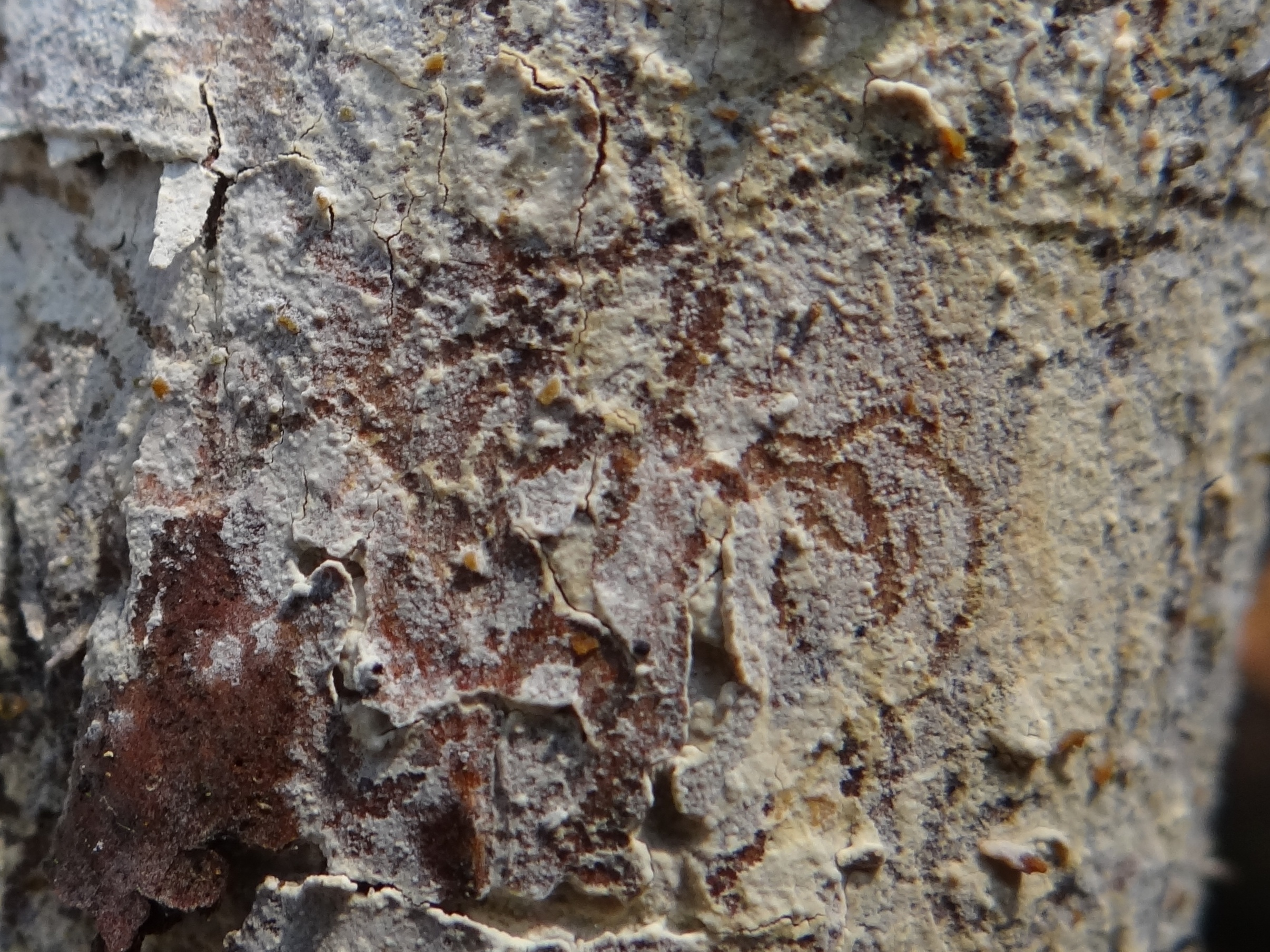

Pajęczynowiec szerokostrzępkowy (Botryobasidium laeve (J. Erikss.) Parmasto) – gatunek grzybów z rodziny pajęczynowcowatych (Botryobasidiaceae).

## Systematyka i nazewnictwo
Pozycja w klasyfikacji według Index Fungorum: Botryobasidium, Botryobasidiaceae, Cantharellales, Incertae sedis, Agaricomycetes, Agaricomycotina, Basidiomycota, Fungi.
Po raz pierwszy takson ten zdiagnozował w 1958 r. Jakob Eriksson jako odmianę pajęczynowca ziarnistostrzępkowego (Botryobasidium pruinatum). Nadał mu nazwę Botryobasidium pruinatum var. laeve. Obecną, uznaną przez Index Fungorum nazwę nadał mu w 1965 r. Erast Parmasto, podnosząc go do rangi odrębnego gatunku.
Nazwę polską zaproponował Władysław Wojewoda w 1999 r. Pochodzi od tego, że ma bardzo szerokie strzępki.

## Morfologia
Owocnik
Rozpostarty na podłożu, cienki, białawy lub szarawy, z wiekiem żółtawy. Anamorfa nie jest znana.
Cechy mikroskopowe
System strzępkowy monomityczny. Wszystkie strzępki bez sprzążek. Strzępki generatywne o barwie od żółtawej do żółtej i bardzo grube – mają szerokość 15–20 μm i gładkie ściany. Są silnie rozgałęzione. Podstawki początkowo zaokrąglone, potem elipsoidalne do odwrotnie jajowatych lub krótko cylindryczne. Mają rozmiar 17–22 × 7–9 μm i zazwyczaj 6 sterygm (co jest rzadkością). Zarodniki są ukośnie owalne, na wierzchołku posiadają rozwartą łysinkę, gładką powierzchnię i nieco pogrubione ściany. Mają rozmiar 5–8 × 2,5–3,5 μm

## Występowanie
Notowany w wielu krajach Europy. Na Półwyspie Skandynawskim nie jest rzadki. W piśmiennictwie naukowym do 2003 r. na terenie Polski podano jego stanowiska w Górach Świętokrzyskich, Puszczy Niepołomickiej, Bolestraszycach, Beskidzie Niskim, Beskidzie Sądeckim, Bieszczadach. W Polsce gatunek rzadki. Znajduje się na Czerwonej liście roślin i grzybów Polski. Ma status R – gatunek potencjalnie zagrożony z powodu ograniczonego zasięgu geograficznego i małych obszarów siedliskowych.
Rozwija się na znajdującym się w wilgotnym środowisku próchniejącym drewnie drzew liściastych i iglastych. W Polsce rozwija się od maja do listopada.

## Gatunki podobne
Odróżnienie go od innych podobnych gatunków możliwe jest tylko za pomocą badań mikroskopowych.